# 里見甫
里見 甫（さとみ はじめ、1896年（明治29年）1月22日 - 1965年（昭和40年）3月21日）は、日本のジャーナリスト、実業家。昭和通商などと連帯してアヘン取引組織である里見機関を設立し、阿片王と呼ばれた。

## 生涯
里見乙三郎とスミの長男として、父の赴任地である秋田県山本郡能代港町（現：能代市）に生まれる。父は旧加賀藩の上級家臣である平士で、安房里見氏の末裔の元海軍軍医で退役後に日本各地の無医村をまわっていた。
1913年福岡県立中学修猷館を卒業し、同年9月、玄洋社第二代社長であった進藤喜平太の助力により、福岡市からの留学生として上海の東亜同文書院に入学する。
1916年5月東亜同文書院を卒業後、青島の貿易会社である平岡商会に一時勤務するが退社し、帰国して東京で日雇い労働者となる。1919年8月、同文書院の後輩である朝日新聞北京支局の記者であった中山優の計らいで、橘樸が主筆を務める天津の邦字紙である京津日日新聞の記者となる。1922年5月第一次奉直戦争に際して張作霖との単独会見を行っている。1923年6月、京津日日新聞の北京版として北京新聞が創刊されるとその主幹兼編集長に就任する。ここでの新聞記者活動を通じて、関東軍の参謀であった板垣征四郎や石原莞爾と知り合い、中国国民党の郭沫若と親交を結び、蔣介石との会見を行うなどして、国民党との人脈も形成された。1928年5月の済南事件では、日本軍の建川美次少将、原田熊吉少佐、田中隆吉大尉から国民党との調停を依頼され、2ヶ月にわたる秘密工作の末、国民党側との協定文書の調印を取り付けた。
1928年8月、南満洲鉄道（満鉄）南京事務所の嘱託となり南京に移る。ここで、国民政府に対し満鉄の機関車売り込みに成功するなどの業績をあげている。
1931年9月、満洲事変が勃発すると、同年10月関東軍で対満政策を担当する司令部第4課の嘱託辞令を受けて奉天に移り、奉天特務機関長土肥原賢二大佐の指揮下で、甘粕正彦と共に諜報、宣伝、宣撫の活動を担当する。これらの活動を通じ、中国の地下組織との人脈が形成された。また、司令部第4課課長松井太久郎の指示により、満洲におけるナショナル・ニュース・エージェンシー（国家代表通信社）設立工作に務め、陸軍省軍務局課長鈴木貞一の協力のもと、新聞聯合社（聯合）の創設者岩永裕吉や総支配人古野伊之助、電通の創業者光永星郎との交渉を行い、1932年12月、満洲における聯合と電通の通信網を統合した国策会社である満洲国通信社（国通）が設立され、初代主幹（事実上の社長）兼主筆に就任する。
1933年5月、聯合上海支局長であった松本重治に、ロイター通信社極東支配人であり、後に同社総支配人（社長）となるクリストファー・チャンセラーとの交渉の斡旋を依頼して、交渉の末ロイターとの通信提携契約を結び、国通の名を国際的に印象付けた。1935年10月、国通を退社し、同年12月関東軍の意向により、天津の華字紙「庸報」の社長に就任する。
1936年4月から阿片事業に参加。1937年11月に上海に移り、参謀本部第8課（謀略課）課長影佐禎昭に、中国の地下組織や関東軍との太い人脈と、抜群の中国語力を見込まれ、陸軍特務部の楠本実隆大佐を通じて特務資金調達のための阿片売買を依頼される。1938年3月、阿片売買のために三井物産および興亜院主導で設置された宏済善堂の副董事長（事実上の社長）に就任する。ここで、三井物産・三菱商事・大倉商事が共同出資して設立された商社であり実態は陸軍の特務機関であった昭和通商や、中国の地下組織青幇や紅幇などとも連携し、1939年上海でのアヘン密売を取り仕切る里見機関を設立。ペルシャ産や蒙古産の阿片の売買によって得た莫大な利益を関東軍の戦費に充て、一部は日本の傀儡であった汪兆銘の南京国民政府にも回した。また、関東軍が極秘に生産していた満洲産阿片や、日本軍が生産していた海南島産阿片も取り扱っている。この活動を通じて、青幇の杜月笙、盛文頤や、笹川良一、児玉誉士夫、吉田裕彦、岩田幸雄、許斐氏利、阪田誠盛、清水行之助らとの地下人脈が形成された。
1943年12月、宏済善堂を辞し、満鉄と中華航空の顧問となる。1945年9月、帰国し京都や東京に潜伏するが、1945年12月、民間人第一号のA級戦犯容疑者としてGHQにより逮捕され、巣鴨プリズンに入所する。1946年9月、極東国際軍事裁判に出廷して証言を行い、同月不起訴となり無条件で釈放される。その後、東京都渋谷区の渋谷峰岸ビル（現在のQFRONT）に日本商事（医薬系企業の日本商事とは無関係）を構え、代表に就任する。戦後は、祖神道本部の熱心な信者となった。
1965年3月21日、自宅で家族と歓談中に突如心臓麻痺に襲われ急死。享年70。千葉県市川市国府台の里見公園に隣接する總寧寺にある里見の墓の墓碑銘「里見家之墓」は、岸信介の揮毫である。

## 家族
- 父：里見乙三郎（1864年生）医師。金沢医学校卒。[19]
- 母：スミ
- 弟：皋
- 妻：相馬ウメ（里見由美）（1933-1959）離婚。
- 妻：湯村治子（1959-1965）。
- 子：里見泰啓（1959年生）。

## 実験場としての満洲
「里見は、電通が今のような広告会社になったきっかけを作った一人である」とした佐野眞一の一文がある。電通通信史刊行会の「電通通信史」 (1976; 以下『電通史』と略す) によると現在の広告代理店の電通は光永星郎を創業者とする「日本電報通信社」という通信社に始まっている。光永は日清戦争で従軍記者だった経験をもつが、戦場から記事を書いても新聞が記事を掲載しなかったり、掲載しても時間が遅いなどに不満をもち自ら通信社を興し日本中の新聞に迅速にニュースを送るという大望を抱いた (詳細は通信社の歴史を参照)。
御手洗辰雄の「新聞太平記」 (1952; 以下『太平記』と略す) では、光永が通信社経営のために苦心した様子が描かれている。光永はニュースを新聞社へ売ったとしてもそれだけでは経営が立ち行かないと考え、全国の新聞の広告欄について広告主と新聞の仲介者として手数料を取る広告代理店の業務を兼業し、ニュース配信と金銭の流れとしては相殺するアイデアに至る。通信社が広告代理店となったのはこれが最初ではなくフランスのアヴァスにも例があり、国内でも光永が最初ではない。しかし新聞市場を科学的に研究した光永は「新聞年鑑」を発行するなどプランを実現化する (詳細は通信社の歴史を参照)。
月間の広告取扱高は150万円、日本の新聞広告の7割を掌握し、株主配当7分という優良企業に成長した電通は銀座の顔となった8階建ての自社ビルを建てる (『電通史』)。ただし、同時に新聞の部数を把握して新聞社の生命線である広告単価を握っていた電通のやり口は周囲の反感をもたれていたとする見方もある (『太平記』)。新聞と広告の二本柱で「国を代表する通信社」となった電通を広告のみと分割させたのは、情報局を背景とする国家代表通信社「同盟通信社」の創設である。
これを電通のライバルである「新聞連合社」の古野伊之助の策謀にあると見る者がある。駄場裕司は『後藤新平をめぐる権力構造の研究』 (2007) で、同盟通信社設立を取り上げた朴順愛「『十五年戦争期』における内閣情報機構」（『メディア史研究』第3号、1995）についてその硬直性に言及しているが、現在は広く以下の観点が一般的である。
即ち、戦前の日本の新聞社は外国からのニュースを通信社から得ていたが、古野は国家の中枢に働きかけ外国から情報を得る通信社を一元させようとして電通を切り崩しにかかったとする見方である。これは国家の情報統制と歩みを一つにしているとする見方である。このステップとなったのが満洲における電通勢力の排除であり、その結果として「満洲国通信社」は創設されたとする見方である。関東軍は当初、満洲国通信社を里見ではなく陸軍の長老である高柳保太郎に任せようとしていた。時代遅れの高柳にさせられないと現地の佐々木健児が本庄繁に推薦したのが兄事していた里見であった。(満洲国通信社の『国通十年史』 (言論統制文献資料集成に収録) による)。里見はこれにより初代主幹となる。ちなみに里見の役職は組織が曖昧なため主幹という名称となっている。
ただし古野と里見の意図した点はそれだけではなく、強力な単一の通信社を作らせて通信網を独占させ、さらに満洲における新聞資本を1つにまとめあげ、そのうえで単一通信社と単一新聞社を包括したメディア機関を作る点にあった。日本における新聞統合の実験場としての「満洲弘報協会」が設立される。古野と里見はそれぞれ関東軍に「満洲弘報協会設立要綱」「満洲弘報協会設立に関する意見」という論文を提出した。しかし里見は国通を離れ(1936.3.31)、満洲弘報協会の理事長に高柳(1936.9.28〜1937.6.30)となると、高柳は当初の構想の意味をまったく理解できず、古野は国通の社長と弘報の理事長は兼任とさせて元朝日新聞の森田久を据えた。
『国通十年史』では本庄に創設に関する研究を指示された里見だが、通信社と国内の情報機関についての内情が不明なため、1932年に来日した際に面識のあった大阪の能島進 (電通支社長) に説明をもらった上で白鳥敏夫、鈴木貞一、上田碩三、古野伊之助と面談して組織の基盤作りにも松本重治の協力を求めたとしている。佐野の一文はこのような背景がある。（佐野眞一『阿片王 満州の夜と霧』）

## 関連人物
- 甘粕正彦（里見と共に“陰の満洲国建国の立役者”とされている）
- 蔣介石（戦前、汪兆銘同様に里見から阿片資金を貰い受けていたとされている。クン・サも参照）
- 東条英機(大連にいた里見が東条の長男英隆を預かっていたとされる）
- 影佐禎昭（陸軍中将、特務機関員）
- 楠本実隆（陸軍少将、特務機関員）
- 古海忠之（満洲国総務庁次長。蒙疆や熱河産阿片の売り捌きを里見に依頼していたとされている）
- 福家俊一（代議士。里見が選挙も支援していたとされている）
- 里見嘉一 (甥。日本画家）
- 二反長音蔵 (もう一人の「阿片王」）
- 吉田秀雄 （社則「鬼十則」を作った）